# Битва під Мюльдорфом
Битва під Мюльдорфом — битва, що відбулась 28 вересня 1322 між Баварією та Австрією поблизу міста Мюльдорф.
Баварцями командував Людвіг IV. Австрійською армією командував його двоюрідний брат Фрідріх III. Битва не принесла успіху австрійцям, які зазнали нищівної поразки. Їхнього очільника Фрідріха III, а також понад 1000 воїнів зі знаті Австрії та Зальцбургу, було взято у полон.
Союзниками Людвіга IV Баварського був король Богемії Ян Люксембурзький та загони Оттона IV Нижньо-Баварського, Бернарда Фюрстенберзького, бургграфа Нюрнберзького та Бодуена Трірського. На боці Фрідріха III Австрійського був його брат Генріх Штирійський та п'ятитисячний загін половців, надісланий королем Угорщини Карлом Робертом. 